# میاگی اند اندی پاندا
میاگی اند اندی پاندا (به انگلیسی: MiyaGi & Andy Panda) یک گروه دو نفره هیپ هاپ روسی از ولادی‌قفقاز، اوستیای شمالی-آلانیا است که در سال ۲۰۱۵ تشکیل شد. این تیم متشکل از دو نفر است که با نام‌های صحنه‌ای آزامات کودزاف و سوسلان برناتسو است که با نامه‌های هنری میاگی و اندی پاندا شناخته می‌شوند.